# Egbert Collin Yap

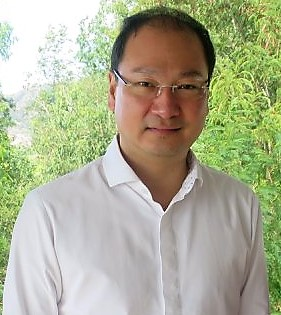
Egbert Collin Yap

Der Singapurer Egbert Collin Yap ist ein Diplomat des Souveränen Malteserordens.

## Werdegang
Yap besuchte in Singapur die St. Michael’s School, die St. Joseph’s Institution, das Catholic Junior College und im Vereinigten Königreich die University of Sheffield, wo er einen Bachelortitel in Jura erhielt. Seit dem 1. Mai 2013 ist er Mitglied des Malteserordens.
2016 wurde Yap zum Nachfolger von Piedade Reymão als Berater an der Botschaft des Souveränen Malteserordens in Osttimor und Stellvertreter des Botschafters ernannt. Er ist damit der zweite Singapurer überhaupt, der im Diplomatischen Dienst des Ordens überhaupt Dienst versieht. Zuvor hatte er bereits sieben Jahre in Osttimor gelebt, wo er das erste Versicherungsunternehmen im Land gründete und leitete. 2018 löste er David Scarf als Botschafter des Souveränen Malteserordens in Osttimor ab. Die Akkreditierung übergab Yap am 21. Juni 2018. Seine Dienstzeit endete 2020. David Scarf wurde als sein Nachfolger designiert.

## Sonstiges
Yap ist verheiratet und hat einen Sohn und zwei Töchter.